# Waśkino (rejon mieżdurieczeński)
Waśkino (ros. Васькино) – wieś w Rosji, w rejonie mieżdurieczeńskim obwodu wołogodzkiego. W 2010 r. liczyła 15 mieszkańców.